# 口腔癌
口腔癌（こうくうがん）は、口腔に発生する腫瘍である。口腔に発生する悪性腫瘍は、全悪性腫瘍の中の1~5%程度と言われている。そのうち、癌腫は90%、肉腫は10%程度である。

## 分類

### 解剖学的分類
解剖学的に口腔とは、口峡の部分から前方、軟口蓋、硬口蓋、頬部(頬粘膜)、口唇、舌、口腔底、歯肉などを指す。
口腔癌は、腫瘍の発生部位に応じて下記如く亜分類される。
舌癌 / 上顎歯肉癌 / 下顎歯肉癌 / 口腔底癌 / 頬粘膜癌 / 硬口蓋癌 / 口唇癌

### 組織学的分類
病理学的に下記の如く分類される。病理組織像により、放射線感受性、抗がん剤感受性、悪性度などが規定される。

#### 口腔上皮内腫瘍
oral intraepithelial neoplasia (OIN)/上皮内癌(CIS) 口腔癌が上皮内にとどまり基底膜を越える浸潤が認められない状態。
- 全層置換型　基底細胞様の癌細胞が全層性あるいは、ほぼ全層性に認められる状態。肉眼的にはerosiveな紅斑像を呈する。半年以内に浸潤癌に進展することが多い。
- 表層分化型　角質層や有棘層に異型はないが基底層側に高度の異型細胞が見られる状態。肉眼的には軽度肥厚した白斑像を呈する。5年以内に浸潤癌に進展することが多い。
- 免疫染色　正常口腔粘膜はCK13+ CK17-であるが、上皮内腫瘍は CK13-, CK17+
- 口腔上皮異形成 oral epithelial dysplasia (OED) 上皮内腫瘍を疑うが反応性異型病変との鑑別が困難な境界病変。5年以上の経過観察が必要。

#### 扁平上皮癌
世界保健機関のglade分類が最も一般的な組織悪性度の分類として用いられる。
Grade1高分化型
Grade2中分化型
Grade3低分化型

#### 特殊型
疣贅性癌 / 移行上皮癌 / 紡錘細胞癌 / 基底細胞癌 / 腺扁平上皮癌 / 腺様扁平上皮癌 / 基底細胞様扁平上皮癌 など

## 疫学

2004年における10万人毎の口腔がんによる死亡者数（年齢標準化済み）
データなし
2より小さい
2-4
4-6
6-8
8-10
10-12
12-14
14-16
16-18
18-20
20-25
25を超える

2002年の統計では全世界で口腔癌と診断された患者は40万人を超える。
口腔癌の患者の発生の割合は国によって異なる。最も高いのは男女ともパプアニューギニア（男性40.9人/10万人、女性26.3人/10万人）であり、低いのは男性はエルサルバドル（0.4人/10万人）、女性はエルサルバドルとエジプト（ともに0.2人/10万人）であり、発生率に百倍の差がある。南アジア諸国で発生率が高く、噛みタバコが原因であると考えられている。
日本では、40歳以降に好発である。正確な調査は行われていないが、1975年には2,100人であった罹患患者数は、2005年には6,900人、2015年には7,800人に達すると考えられている。癌全体に占める割合は1%と変動がないが、癌患者全体の増加に比例して増加してきている。歯肉、頬粘膜では60歳代、舌、口腔底、口唇では50歳代である。男女比はおよそ1.8:1で男性が高い。
危険因子として挙げられるものとして、ウイルスとくにヒトパピローマウイルスや、喫煙、飲酒、不適切な補綴物等の機械的刺激などが挙げられている。この中で最大の危険因子は喫煙とされ（エビデンスレベルIV）、寄与危険度58.1%とされる。飲酒の寄与危険度は35.5%であるが、喫煙と飲酒の両方の因子を持つもののリスクは相乗的に上昇するとされる。特定の遺伝子の異常が口腔癌の原因であるとの報告はない。
2005年に、スウェーデンのマルメ大学で行われた研究は、ヒトパピローマウイルス（HPV）に感染した人間との、予防手段を用いないオーラルセックスは口腔癌のリスクを高めると示唆した。この研究によると、癌患者の36%がHPVに感染していたのに対し、健康な対照群では1%しか感染していなかった。
組織学的に見ると、口腔の悪性腫瘍の85%が扁平上皮癌である。
口腔癌になりやすい状態として、白板症や紅板症のような前癌病変や扁平苔癬といった前癌状態が存在する。紅板症は癌化率が40～50%と高く、臨床的には癌として取り扱うべきとされる。

## 治療
手術、放射線、化学療法のいずれかもしくは併用し、腫瘍部位や病期（ステージ）その他に応じて治療が進められる。
- 口腔癌診療は、地域・病院で若干異なっているが、歯科口腔外科医(歯科医師)、耳鼻咽喉科医（医師）、放射線科医（医師）、形成外科医（医師）が協力しあって加療に当たる場合が多い。国立がん研究センターやがん研究会有明病院などでは、頭頸部外科（医師と歯科医師の合同チーム）が中心となって診療している。

## 予後
舌癌、口腔底癌において転移は多く見られ、その多くがリンパ節転移である。リンパ節転移をきたした症例において、その生存率は半減するとされる。遠隔転移は比較的少ないが、肺転移や骨転移を来たした場合は、生命予後が悪い。治療後は主治医と相談した上で、定期的な局所（口腔）、頸部リンパ節、肺(胸部)の再発・転移チェックのために、通院が必要である。